# О’Киф, Стюарт
Стюарт Энтони Алан О’Киф (англ. Stuart Antony Alan O'Keefe; 4 марта 1991, Ай) — английский футболист, полузащитник клуба «Джиллингем».

## Карьера
Во время учёбы в школе привлёк внимание скаутов нескольких клубов. В 2001 году зачислен в академию «Ипсвича». В 2007 году клуб принял решение не предлагать ему стипендию, скептически оценивая потенциал игрока.
Провёл месяц на просмотре в «Астон Вилле» и произвёл впечатление на тренера молодёжной команды Гордона Кауанса, но клуб готов был предложить только молодёжный контракт на год, и сделка не состоялась. Позднее по той же причине не состоялся переход в «Ноттингем Форест».
В ноябре 2007 года приехал на просмотр в молодёжную команду «Саутенд Юнайтед» и спустя несколько дней подписал с клубом двухлетний контракт.
В ноябре 2008 года подписал с клубом свой первый профессиональный контракт. 18 ноября дебютировал за основной состав команды в кубковом матче против «Телфорд Юнайтед». Дебют в Лиге состоялся 20 января 2009 года.
В сезоне 2009/10 провёл за клуб девять матчей во всех турнирах и по его завершении покинул «Саутенд».
18 августа 2010 года подписал однолетний контракт с «Кристал Пэлас». По ходу первого сезона в команде являлся игроком запаса, появившись на поле всего четыре раза. В сезоне 2011/12 получил шанс проявить себя в Кубке лиги и воспользовался им, проведя в кубке пять игр. «Кристал Пэлас» дошёл до полуфинала турнира, в четвертьфинале добившись выездной победы над «Манчестер Юнайтед». Всего сыграл в 19 матчах и в конце сезона продлил контракт с «Пэлас» до лета 2015 года.
В сезоне 2012/13 сыграл пять матчей в чемпионате и две в ходе плей-офф, по итогам которого «Пэлас» завоевал путёвку в Премьер-лигу.
31 августа 2013 года забил первый гол в своей карьере, поразив ворота «Сандерленда».
На старте сезона 2014/15 получил травму, из-за которой выпал из основного состава команды. Главный тренер «Пэлас» Нил Уорнок пытался отдать игрока в аренду в «Чарльтон», но там предпочли взять Франсиса Коклена.
27 ноября 2014 года перешёл в «Блэкпул» в аренду до конца года. За время аренды в «Пэлас» вновь сменился тренер — новым наставником команды стал Алан Пардью, который не видел О’Кифу места в составе.
28 января 2015 года подписал контракт с «Кардифф Сити» на два с половиной года. До конца сезона 2014/15 сыграл за команду в шести матчах.
В сезоне 2015/16 сыграл в 27 матчах во всех турнирах, впервые в карьере сыграв в более чем 20 играх за сезон. В конце сезона продлил контракт с «Кардиффом» до 2019 года.
31 января 2017 года отдан в аренду до конца сезона в «Милтон-Кинс Донс».
31 августа 2017 года на правах аренды перешёл в «Портсмут» до конца сезона 2017/18.